# Atari (Łotwa)
Atari – wieś na Łotwie, w krainie Liwonia, w novadsie Ādaži.